# 黃金華劇台
黃金華劇台（英語：Golden Chinese Drama）是香港電視廣播有限公司旗下一條劇集頻道，以播放武俠古裝劇集為主，在2023年5月8日於myTV SUPER啟播。

## 外部連結
- 官方網站EPG （页面存档备份，存于）（繁體中文）